# Byrrhus
Genre
Byrrhus est un genre d'insectes coléoptères de la famille des Byrrhidae.

## Liste des sous-genres
Selon BioLib (30 mai 2023) :
- Byrrhus (Aeneobyrrhus) Putz, 1998
- Byrrhus (Asiatobyrrhus) Paulus, 1971
- Byrrhus (Byrrhininus) Pic, 1922
- Byrrhus (Byrrhocaulus) Fairmaire, 1901
- Byrrhus (Byrrhus) Linnaeus, 1767
- Byrrhus (Pseudobyrrhus) Fiori, 1952
- Byrrhus (Seminolus) Mulsant & Rey, 1869

## Liste d'espèces
Selon GBIF (30 mai 2023) :
- Byrrhus alpinus Gory, 1829
- Byrrhus americanus LeConte, 1850
- Byrrhus auromicans Kiesenwetter, 1851
- Byrrhus concolor Kirby, 1837
- Byrrhus cyclophorus Kirby, 1837
- Byrrhus derrei Allemand, 1987
- Byrrhus domesticus Geoffroy, 1785
- Byrrhus espanoli G.Fiori, 1960
- Byrrhus exanimatus von Heyden & von Heyden, 1866
- Byrrhus eximius LeConte, 1850
- Byrrhus focarilei Fabbri & Puetz, 1997
- Byrrhus geminatus LeConte, 1854
- Byrrhus gigas Fabricius, 1787
- Byrrhus glabratus Heer, 1841
- Byrrhus kirbyi LeConte, 1854
- Byrrhus lisellae (G.Fiori, 1953)
- Byrrhus lucae Von Heyden, 1859
- Byrrhus luniger Germar, 1817
- Byrrhus minutus Illiger, 1794
- Byrrhus nicolasi G.Fiori, 1966
- Byrrhus nigrosparsus Chevrolat, 1866
- Byrrhus numidicus Normand, 1935
- Byrrhus occidentalis G.Fiori, 1953
- Byrrhus oeningensis Heer, 1847
- Byrrhus ottawaensis Scudder, 1895
- Byrrhus picipes Duftschmid, 1825
- Byrrhus pilosellus A.Villa & G.B.Villa, 1833
- Byrrhus pilula (Linnaeus, 1758)
- Byrrhus pyrenaeus Dufour, 1834
- Byrrhus romingeri Scudder, 1900
- Byrrhus signatus Sturm, 1823

## Systématique
Le nom valide complet (avec auteur) de ce taxon est Byrrhus Linnaeus, 1767.
Byrrhus a pour synonymes :
- Aeneobyrrhus Putz, 1998
- Asiatobyrrhus Paulus, 1971
- Byrrhocaulus Fairmaire, 1901
- Cistela Forster, 1771
- Ornatobyrrhus Fabbri, 2000
- Pseudobyrrhus Fiori, 1952
- Rotundobyrrhus Fabbri, 2000
- Seminolus Mulsant & Rey, 1869
- Sinobyrrhus Fabbri, 2000